# Potamodytes tarnawskii
Potamodytes tarnawskii is een keversoort uit de familie beekkevers (Elmidae). De wetenschappelijke naam van de soort werd in 1987 gepubliceerd door Wiezlak.